# Deux Lions à l'affût dans la jungle
Deux Lions à l'affût dans la jungle est un tableau réalisé par le peintre français Henri Rousseau en 1909-1910. Partie des Jungles pour lesquelles l'artiste est particulièrement reconnu, cette huile sur toile naïve représente un lion et une lionne sortant leur gueule de la dense végétation d'une forêt tropicale, où un oiseau est posé. Elle est conservée au sein d'une collection privée.